# 都城市立庄内中学校
都城市立庄内中学校（みやこのじょうしりつ しょうないちゅうがっこう）は、宮崎県都城市庄内町にある公立の中学校。

## 概要
歴史
1947年（昭和22年）の学制改革により、新制中学校として創立。現校名となったのは1965年（昭和40年）。2022年（令和4年）に創立75周年を迎えた。
校章
羽ばたく鳥を背景にして、中央に「中」の文字を配している。
校歌
作詞は富松良夫、作曲は園山民平による。歌詞は3番まであり、各番の歌詞中に校名の「庄内中学」が登場する。
通学区域
- 都城市立庄内小学校
- 都城市立菓子野小学校
- 都城市立乙房小学校

## 沿革
- 1947年（昭和22年）- 学制改革が行われる（六・三制の実施）。
  - 4月1日 - 庄内国民学校初等科は、新制小学校「庄内町立庄内小学校」に改組・改称。
  - 5月8日 - 庄内国民学校高等科は、青年学校普通科とともに、新制中学校「庄内町立庄内中学校」に改組・改称。
- 1956年（昭和31年）7月15日 - 庄内町と西岳村が合併の上、「荘内町」となる。これにより、「荘内町立庄内中学校」に改称。
- 1965年（昭和40年）4月1日 - 都城市への編入により、「都城市立庄内中学校」（現校名）に改称。

## 交通アクセス
最寄りの鉄道駅
- JR九州 えびの高原線・吉都線 「谷頭駅」

最寄りのバス停留所
- 高崎観光バス 「庄内中学校」バス停

最寄りの幹線道路
- 宮崎県道42号都城野尻線
- 宮崎県道420号中方限庄内線

## 周辺
- 庄内地区公民館
- JAみやざき西部支所庄内支店
- 庄内土地改良区
- 安永城跡・庄内城山公園・庄内児童公園
- 荘内郵便局